# Zeche Isenberg (Hattingen)
Die Zeche Isenberg in Hattingen-Niederwenigern-Winzermark ist ein ehemaliges Steinkohlenbergwerk. Das Bergwerk war nur wenige Jahre in Betrieb. Das Bergwerk gehörte zum Märkischen Bergamtsbezirk und dort zum Geschworenenrevier Dahlhausen.

## Bergwerksgeschichte
Am 30. Juni des Jahres 1849 wurden die Geviertfelder Isenberg I und Isenberg II verliehen. Die beiden Geviertfelder befanden sich am linken Ruhrufer, in der Gemeinde Niederwengern. Vermutlich wurde das Bergwerk im Jahr 1854 in Betrieb genommen. Im darauffolgenden Jahr wurde im Steinbruchareal an der heutigen Isenbergerstraße ein Stollen angelegt. Der Stollen befand etwa 880 Meter nördlich des heutigen Gasthauses „Zum Deutschen“. Der Stollen wurde auf dem Fundflöz Ernestine angesetzt und hatte eine Endlänge von 100 Lachter. Das Flöz Ernestine hatte in diesem Bereich eine Mächtigkeit von 22 Zoll. Die gewonnene Kohlenhöhe betrug maximal 22 Lachter. Der Stollen wurde in südlicher Richtung aufgefahren, dabei wurden zwei im Liegenden vorhandene unbauwürdige Flöze durchfahren. Zusätzlich wurde 200 Lachter südlich des neuen Stollens ein verbrochener Stollen aufgewältigt. In dem aufgewältigten Stollen wurde auch Abbau betrieben. Mit 14 Bergleuten wurden in diesem Jahr 4578½ preußische Tonnen Steinkohle abgebaut. Die abgebauten Kohlen wurden zur Ruhr transportiert. In den Jahren 1858, 1863 und 1865 war das Bergwerk nachweislich in Betrieb. Im Jahr 1869 wurden mit 25 Bergleuten 939 Tonnen Steinkohle abgebaut. Im Anschluss daran wurde die Zeche Isenberg stillgelegt.

## Heutiger Zustand
Von einem der Stollen ist heute noch das Stollenmundloch erhalten geblieben.